# Prix Pulitzer de l'article de fond
 (février 2024).
La mise en forme du texte ne suit pas les recommandations de Wikipédia : il faut le « wikifier ».
Les points d'amélioration suivants sont les cas les plus fréquents. Le détail des points à revoir est peut-être précisé sur la page de discussion.
- Les titres sont pré-formatés par le logiciel. Ils ne sont ni en capitales, ni en gras.
- Le texte ne doit pas être écrit en capitales (les noms de famille non plus), ni en gras, ni en italique, ni en « petit »…
- Le gras n'est utilisé que pour surligner le titre de l'article dans l'introduction, une seule fois.
- L'italique est rarement utilisé : mots en langue étrangère, titres d'œuvres, noms de bateaux, etc.
- Les citations ne sont pas en italique mais en corps de texte normal. Elles sont entourées par des guillemets français : « et ».
- Les listes à puces sont à éviter, des paragraphes rédigés étant largement préférés. Les tableaux sont à réserver à la présentation de données structurées (résultats, etc.).
- Les appels de note de bas de page (petits chiffres en exposant, introduits par l'outil «  Source ») sont à placer entre la fin de phrase et le point final[comme ça].
- Les liens internes (vers d'autres articles de Wikipédia) sont à choisir avec parcimonie. Créez des liens vers des articles approfondissant le sujet. Les termes génériques sans rapport avec le sujet sont à éviter, ainsi que les répétitions de liens vers un même terme.
- Les liens externes sont à placer uniquement dans une section « Liens externes », à la fin de l'article. Ces liens sont à choisir avec parcimonie suivant les règles définies. Si un lien sert de source à l'article, son insertion dans le texte est à faire par les notes de bas de page.
- La présentation des références doit suivre les conventions bibliographiques. Il est recommandé d'utiliser les modèles {{Ouvrage}}, {{Chapitre}}, {{Article}}, {{Lien web}} et/ou {{Bibliographie}}. Le mode d'édition visuel peut mettre en forme automatiquement les références.
- Insérer une infobox (cadre d'informations à droite) n'est pas obligatoire pour parachever la mise en page.

Pour une aide détaillée, merci de consulter Aide:Wikification.
Si vous pensez que ces points ont été résolus, vous pouvez retirer ce bandeau et améliorer la mise en forme d'un autre article.
Le prix Pulitzer pour la rédaction d'article de fond est l'un des quatorze prix Pulitzer décernés chaque année au journalisme. Il est décerné depuis 1979 pour un exemple remarquable d'écriture de longs articles accordant une attention particulière à la haute qualité littéraire et à l'originalité.
Les finalistes ont été annoncés à partir de 1980, généralement au nombre de 2.

## Lauréats
Au cours de ses 35 premières années jusqu'en 2013, le prix Pulitzer pour la rédaction d'article de fond a été récompensé 34 fois, aucun prix n'a été accordé en 2004 et 2014, et il n'a jamais été partagé entre deux lauréats. Gene Weingarten l'a remporté à lui seul à deux reprises, en 2008 et 2010.
- 1979 : Jon D. Franklin, Baltimore Evening Sun, pour 'Mrs. Kelly's Monster', un récit de neurochirurgie.
- 1980 : Madeleine Blais, Miami Herald, pour 'Zepp's Last Stand.
- 1981 : Teresa Carpenter, Village Voice, for Death of a Playmate. Le récit de la mort de l'actrice-mannequin Dorothy Stratten. (Le prix dans cette catégorie avait été décerné à l'origine à Janet Cooke du Washington Post, mais il a été révoqué après qu'il a été révélé que son article sur une héroïnomane de 8 ans avait été inventé de toutes pièces).
- 1982 : Saul Pett, Associated Press, pour un article dressant le profil de la bureaucratie fédérale.
- 1983 : Nan C. Robertson, The New York Times, pour Toxic Shock Pour son récit médicalement détaillé de sa lutte contre le syndrome du choc toxique.
- 1984 : Peter Mark Rinearson, The Seattle Times, pour 'Making It Fly, un article de 29 000 mots sur le développement, la fabrication et la commercialisation du nouveau Boeing 757.
- 1985 : Alice Steinbach, The Baltimore Sun, pour son article sur le monde d'un garçon aveugle ((A boy of unusual vision(([1]
- 1986 : John Camp, St. Paul Pioneer Press and Dispatch, for Life on the Land[2], une série en 5 parties sur la vie d'une famille d'agriculteurs faisant face à la pire crise agricole depuis la Grande Dépression.
- 1987 : Steve Twomey, The Philadelphia Inquirer, pour son article sur la vie à bord d'un porte-avions.
- 1988 : Jacqui Banaszynski, St. Paul Pioneer Press and Dispatch, pour sa série d'articles sur la vie et la mort de patient atteint du SIDA dans une communauté rurale.
- 1989 : David Zucchino, The Philadelphia Inquirer, pour sa série Being Black in South Africa.
- 1990 : Dave Curtin, Colorado Springs Gazette Telegraph, sur le récit d'une famille gravement brûlée après l'explosion de sa maison.
- 1991 : Sheryl James, St. Petersburg Times, sur le récit d'une mère qui a abandonné son nouveau-né et comment cela a affecté sa vie et celles des autres.
- 1992 : Howell Raines, The New York Times, pour Grady Gift's, un article sur l'histoire d'amitié entre la famille de l'auteur et de la famille afro-américaine de leur femme de ménage et les leçons de cette amitié.
- 1993 : George Lardner Jr., The Washington Post, pour l'examen sans faille du meurtre de sa fille par un homme violent qui avait échappé au système de justice pénale
- 1994 : Isabel Wilkerson, The New York Times, pour l'histoire d'un enfant en quatrième dans le Sud de Chicago et deux articles sur les inondations dans le Midwest américain en 1993.
- 1995 : Ron Suskind, The Wall Street Journal, pour l'histoire d'enfants dans le centre-ville de Washington et leur capacité à survivre et réussir. Les différents articles deviendront son premier livre A Hope in the Unseen
- 1996 : Rick Bragg, The New York Times, pour ses articles sur l'Amérique contemporaine.
- 1997 : Lisa Pollak, The Baltimore Sun, sur le portrait d'un arbitre de baseball confronté à la tragédie de la perte de son fils, victime d'une maladie génétique, tandis que son deuxième fils est également touché par la même maladie.
- 1998 : Thomas French, St. Petersburg Times, sur le portrait touchant des victimes d'Oba Chandler pendant leurs vacances et des 3 années d'enquête qui ont suivi.
- 1999 : Angelo B. Henderson, The Wall Street Journal, pour le portrait d'un pharmacien poussé à la violence après les nombreux vols à mains armées subis et les effets durables du crime sur la vie des habitants.
- 2000 : J.R. Moehringer, Los Angeles Times, pour Crossing over, le portrait d'une communauté descendant d'esclaves, isolée par une rivière en Alabama. Et comment l'arrivée d'un ferry a changé leurs vies.
- 2001 : Tom Hallman, Jr., The Oregonian (Portland, Oregon), pour le récit d'un adolescent de 14 ans défiguré qui doit subir une intervention chirurgicale mettant en danger sa vie pour améliorer son apparence et sa vie.
- 2002 : Barry Siegel, Los Angeles Times, pour A Father's Pain, a Judge's Duty, and a Justice Beyond Their Reach, le portrait d'un homme jugé pour négligence ayant causé la mort de son fils et du juge de l'affaire.
- 2003 : Sonia Nazario, Los Angeles Times, pour Enrique's Journey, l'histoire d'un garçon originaire du Honduras essayant de retrouver sa mère émigrée aux États-Unis.
- 2004 : Non attribué
- 2005 : Julia Keller, Chicago Tribune, pour son article sur une tornade meurtrière.
- 2006 : Jim Sheeler, Rocky Mountain News, pour l'histoire d'un major des Marines qui aide les familles de ses camarades morts aux combats en Irak.
- 2007 : Andrea Elliott, The New York Times, pour Muslims in America Series, pour le portrait d'imam immigré essayant de chercher sa voie et guider ses fidèles dans la foi.
- 2008 : Gene Weingarten du The Washington Post, pour Pearls Before Breakfast,' pour les chroniques d'un joueur de violon de classe mondiale jouant dans le métro à titre expérimental.
- 2009 : Lane DeGregory, St. Petersburg Times, pour The Girl in the Window, l'histoire d'une fillette retrouvée dans une chambre insalubre, incapable de parler ou de s'alimenter et de son adoption dans une famille.
- 2010 : Gene Weingarten, The Washington Post, pour Fatal Distraction: Forgetting a Child in the Backseat of a Car Is a Horrifying Mistake. Is It a Crime?, sur l'histoire tragique des parents ayant accidentellement tué leurs enfants en les laissant dans leur voiture.
- 2011 : Amy Ellis Nutt, Newark Star-Ledger, pour The Wreck of the Lady Mary, l'histoire d'un mystérieux naufrage d'un bateau de pêche dans l'océan Atlantique tuant 6 marins-pêcheurs.
- 2012 : Eli Sanders, The Stranger (Seattle) pour The Bravest Woman in Seattle, l'histoire d'une femme ayant survécu à l'agression ayant tué son compagnon.
- 2013 : John Branch, The New York Times, pour Snow Fall, sur l'histoire de skieurs tués dans une avalanche et comment la science explique de telles catastrophes.
- 2014 : Non attribué
- 2015 : Diana Marcum, Los Angeles Times pour Scenes from California's Dust Bowl, le portrait des victimes de la sécheresse de la vallée centrale.
- 2016 : Kathryn Schulz, The New Yorker pour The Really Big One, un récit scientifique élégant sur la rupture de la ligne de faille de Cascadia.
- 2017 : C. J. Chivers, The New York Times pour The Fighter montrant, à travers une accumulation de faits et de détails, que la descente d'un Marine dans la violence après la guerre ne reflétait ni les actions d'un simple criminel ni un cas stéréotypé de TSPT.
- 2018 : Rachel Kaadzi Ghansah, journaliste indépendant, GQ, pour le portrait inoubliable du meurtrier Dylann Roof, grâce à un mélange unique et puissant de reportages, de réflexions à la première personne et d'analyses des forces historiques et culturelles à l'origine du meurtre de neuf personnes à l'intérieur de l'Église épiscopale méthodiste africaine Emanuel, en Caroline du Sud.
- 2019 : Hannah Dreier, ProPublica pour une série de récits puissants et intimes qui suivaient des immigrants salvadoriens de Long Island, à New York, dont les vies ont été brisées par une répression fédérale bâclée contre le gang criminel international MS-13[3].
- 2020 : Ben Taub, The New Yorker pour « le récit dévastateur d'un homme qui a été kidnappé, torturé et privé de sa liberté pendant plus de dix ans au centre de détention de Guantanamo Bay, mêlant reportage sur le terrain et prose lyrique pour offrir une perspective nuancée sur la guerre plus large des États-Unis contre le terrorisme. »
- 2021 : Nadja Drost, journaliste indépendant, The California Sunday Magazine, pour « un récit courageux et captivant sur les migrations mondiales qui documente le voyage à pied d'un groupe à travers la brèche du Darién, l'une des routes migratoires les plus dangereuses au monde. »
- 2022 : Jennifer Senior de The Atlantic, "Pour un portrait sans faille d'une famille au cours des 20 années écoulées depuis le 11 septembre, tissant magistralement le lien personnel de l'auteur avec l'histoire avec des reportages sensibles qui révèlent la longue portée du chagrin."[4]
- 2023 Eli Saslow du Washington Post, "Pour des récits individuels évocateurs sur des personnes aux prises avec la pandémie, l'itinérance, la toxicomanie et les inégalités qui forment collectivement un portrait parfaitement observé de l'Amérique contemporaine."[5]